# Opposites (album)
Opposites is het zesde studioalbum van de Schotse alternatieve-rockband Biffy Clyro. Aan het door Garth "GGGarth" Richardson geproduceerde album werd in de lente van 2010 begonnen en eind 2012 werden de opnames afgerond. Het album werd, verschillend per regio, tussen 25 en 28 januari 2013 uitgebracht via 14th Floor en Warner Bros. Records. Op 14 januari 2013 werd de leadsingle Black Chandelier uitgebracht. 

## Opname en achtergrond
Vanwege het commerciële succes en de Amerikaanse aspiraties van vorig album Only Revolutions, werden de opnames van het nieuwe album uitgesteld om zo meer tijd te krijgen voor het toeren in de Verenigde Staten. 
Opposites is een dubbelalbum. De titel is te verklaren door het contrast tussen beide cd's. De eerste zijde, getiteld The Land at the End of Our Toes, betreft de dingen die ervoor zorgden dat iemand op een bepaald punt terechtkwam, de dingen die lastig zijn en niet terug te draaien. Het tweede deel, The Sand at the Core of Our Bones, breidt verder vanaf dat punt en onderwerpt de toekomst en hoe dingen verbeterd kunnen worden om zo positief de toekomst in te gaan. Op het album kreeg de band de kans te experimenteren met verschillende muziekstijlen- en invloeden, zoals het gebruik van doedelzakken, kazoos, mariachi's en meer. Ook keerden de snaarinstrumenten terug, onder leiding van dirigent Dave Campbell. 
De opnames verliepen in het begin gespannen. De band verklaarde op het punt te staan te stoppen door het altijd bij elkaar zijn. Een dag voor de opnames kreeg drummer Ben Johnston een ongeluk waarbij hij een snee in zijn oor opliep, wat hem deed beseffen dat hij een drankprobleem had. In de maanden eropvolgend isoleerde de band zich van de buitenwereld. Hierdoor kregen ze de kans om zich emotioneel en psychisch te herstellen en een betere manier van leven te ontwikkelen. 
In juli 2012 werd Stingin' Belle voor het eerst gedraaid op BBC Radio 1. Hoewel er nergens melding was dat het een single was, was het nummer te downloaden en werd het vergezeld met een videoclip waarin de band tijdens de opname van het album te zien is. Het hardrocknummer bevat Biffy Clyro's ongebruikelijke maatsoorten, een anderhalf minuut durende instrumentale outro en doedelzakken. Op 14 januari 2013 werd de eerste officiële single uitgebracht. Black Chandelier is een midtempo nummer met een door hardrock beïnvloede brug. Het werd ook in mei in de Verenigde Staten uitgebracht. In april volgde de uitgave van Biblical en in juni volgde de ballad Opposite.

## Tracklist
Alle muziek en teksten zijn geschreven door Simon Neil. 
| 1.                 | Different People     | 05:11 |
| 2.                 | Black Chandelier     | 04:04 |
| 3.                 | Sounds Like Balloons | 03:46 |
| 4.                 | Opposite             | 03:55 |
| 5.                 | The Joke's on Us     | 03:34 |
| 6.                 | Biblical             | 03:58 |
| 7.                 | A Girl and His Cat   | 03:29 |
| 8.                 | The Fog              | 04:41 |
| 9.                 | Little Hospitals     | 03.32 |
| 10.                | The Thaw             | 03:42 |
| Totale duur: 39:47 |                      |       |

| 11.                | The Sand at the Core of Our Bones | 1:47 |
| Totale duur: 41:34 |                                   |      |

| 1.                 | Stingin' Belle             | 04:25 |
| 2.                 | Modern Magic Formula       | 03:54 |
| 3.                 | Spanish Radio              | 03:51 |
| 4.                 | Victory Over the Sun       | 03:59 |
| 5.                 | Pocket                     | 03:06 |
| 6.                 | Trumpet or Tap             | 03:56 |
| 7.                 | Skylight                   | 03:44 |
| 8.                 | Accident Without Emergency | 04:52 |
| 9.                 | Woo Woo                    | 02:18 |
| 10.                | Picture a Knife Fight      | 03:53 |
| Totale duur: 38:58 |                            |       |

| 11.                | The Land at the End of Our Toes (Instrumental) | 2:16 |
| Totale duur: 41:14 |                                                |      |

| 1.                 | Different People      | 05:08 |
| 2.                 | Black Chandelier      | 04:04 |
| 3.                 | Sounds Like Balloons  | 03:45 |
| 4.                 | Opposite              | 03:55 |
| 5.                 | The Joke's on Us      | 03:33 |
| 6.                 | Spanish Radio         | 03:51 |
| 7.                 | Victory Over the Sun  | 03:59 |
| 8.                 | Biblical              | 03:57 |
| 9.                 | Stingin' Belle        | 04:25 |
| 10.                | Skylight              | 03:44 |
| 11.                | Trumpet or Tap        | 03:56 |
| 12.                | Modern Magic Formula  | 03:54 |
| 13.                | The Thaw              | 03:42 |
| 14.                | Picture a Knife Fight | 03:53 |
| Totale duur: 55:04 |                       |       |

| 15.                | Pocket (Acoustic) | 03:02 |
| Totale duur: 58:06 |                   |       |

## Personeel
Biffy Clyro
- Simon Neil – leadzang, gitaren

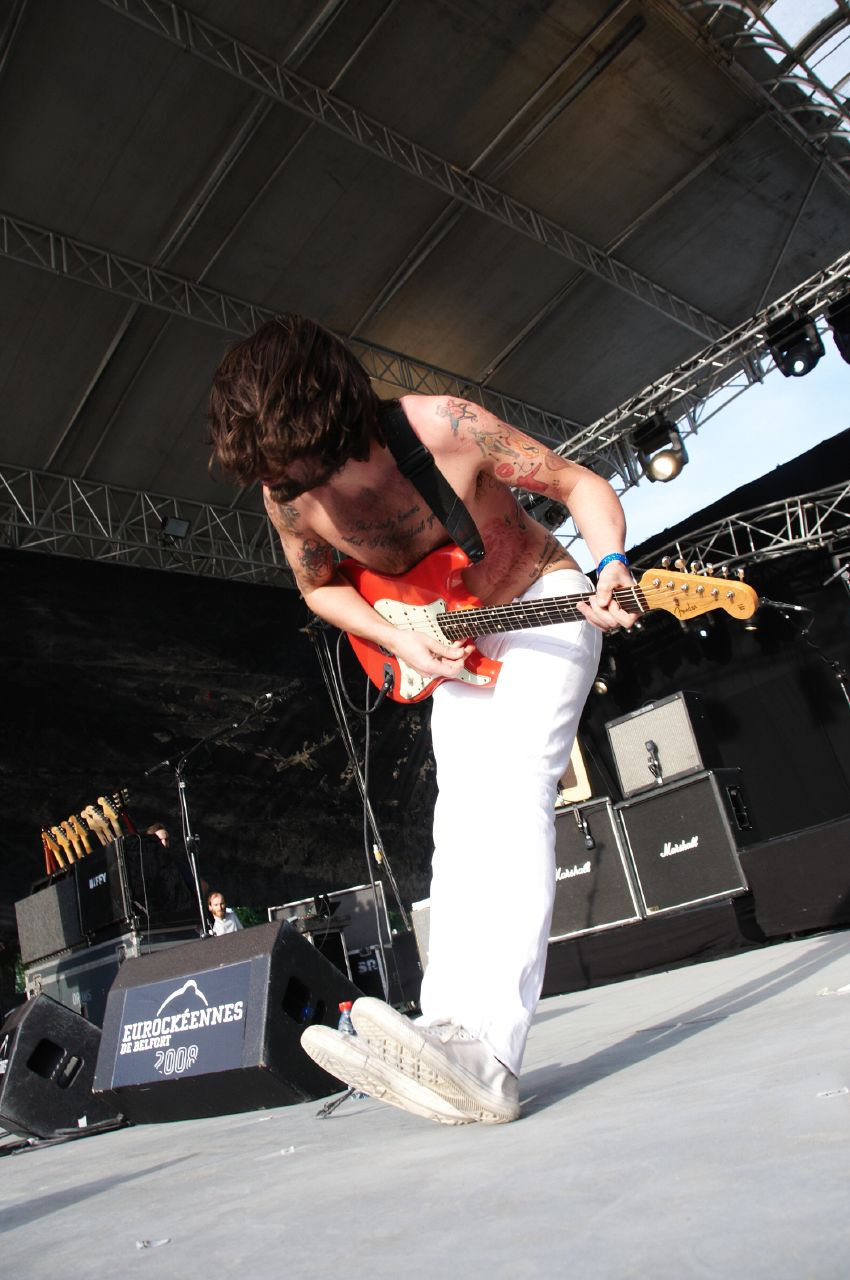
Frontman Simon Neil schreef alle teksten op het album

- James Johnston – vocalen, basgitaar
- Ben Johnston – drums, percussie, achtergrondzang

Extra personeel
- Ben Bridwell – extra zang op "Opposite" en "Accident Without Emergency"
- Mike Vennart – extra gitaar
- Eric Rigler – doedelzak op "Stingin' Belle"
- Alex Orosa – viool

Productie
- Garth Richardson – producer, extra bewerking
- Biffy Clyro – co-producer
- Ryan Williams – opname
- Ben Kaplan – opname

- Steve Churchyard – extra engineering
- JP Reid – extra engineering
- Nick Rowe – extra engineering